# Exposición Especializada de Yeosu (2012)
La Exposición Especializada de Yeosu de 2012 es una Exposición internacional reconocida (Exposición Especializada) regulada por la Oficina Internacional de Exposiciones, que tuvo lugar en el Distrito Shinhang, Yeosu, provincia de Jeonnam, en Corea del Sur, desde el 12 de mayo y hasta el 12 de agosto de 2012.
El 26 de noviembre de 2007, durante la 142.ª Asamblea General de la Oficina Internacional de Exposiciones, celebrada en el Palacio de los Congresos de París, Francia, la ciudad surcoreana de Yeosu, fue proclamada oficialmente como sede del evento, con el tema: "Por unos océanos y costas vivas: diversidades de los recursos y las energías renovables".
Yeosu se impuso en las votaciones a las otras dos candidatas: 
- Tánger, Marruecos: "Caminos del mundo, el encuentro de las culturas. Por un mundo más unido".

- Breslavia, Polonia: "Cultura del tiempo libre en las economías del mundo".

|           | Yeosu | Tánger | Breslavia |
| --------- | ----- | ------ | --------- |
| 1.ª ronda | 68    | 59     | 13        |
| 2.ª ronda | 77    | 63     | -         |

Expo Yeosu 2012 tomó el relevo de Expo Zaragoza 2008 como la segunda Exposición Internacional Reconocida en términos de la enmienda del 31 de mayo de 1988 (en vigor a partir del 19 de julio de 1996) de la Convención relativa a las Exposiciones Internacionales. De acuerdo con dicha Convención, la Expo Yeosu 2012 tiene lugar entre dos Exposiciones Internacionales Registradas (Exposiciones Universales o Mundiales): la Expo Shanghái 2010 y la Exposición Universal de Milán (2015).

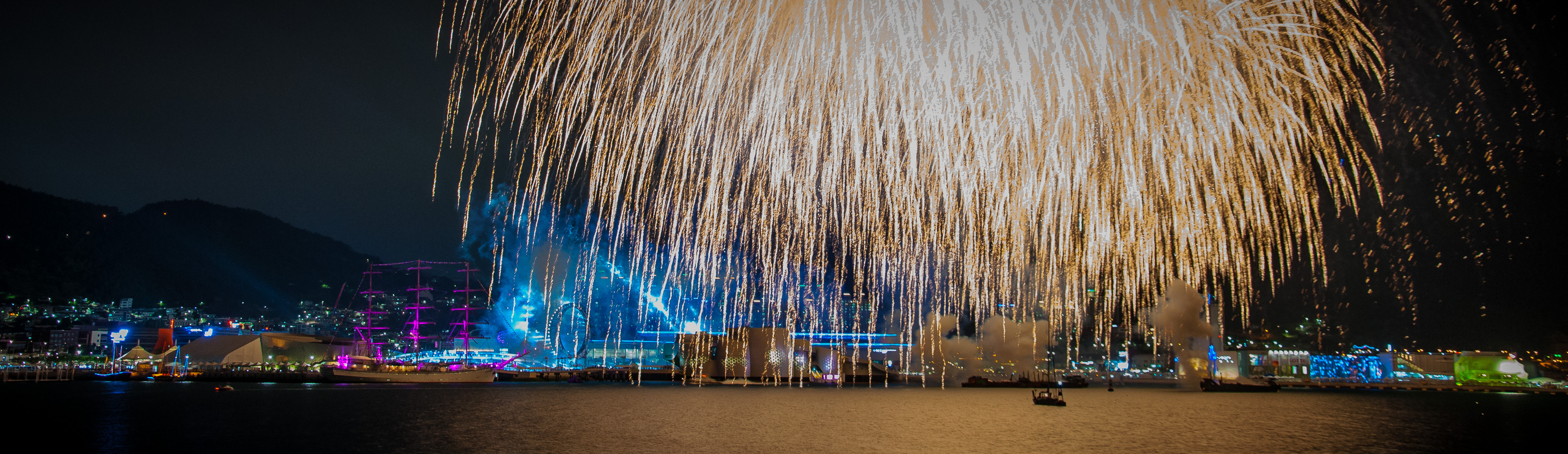
Inauguración oficial de la Expo 2012 Yeosu.

## Participantes
105 países y 10 organizaciones internacionales participan en esta exposición. Los países se muestran por grupos y en cada grupo se muestra por fecha de confirmación (no mostrada).
Europa y Asia Central:
España, Ucrania, Turquía, Azerbaiyán, Suiza, Alemania, Kazajistán, Rumania, Países Bajos, Noruega, Tayikistán, Bélgica, Italia, Dinamarca, Francia, Rusia, Lituania, Mónaco, Armenia, Turkmenistán, Suecia. 
Las Américas:
Panamá, Guyana, El Salvador, Guatemala, República Dominicana, Perú, Honduras, Nicaragua, Paraguay, Colombia, Ecuador, Estados Unidos, Surinam, Argentina, Uruguay, Antigua y Barbuda, San Cristóbal y Nieves, Granada, Dominica, México. 
Asia y Oceanía:
Corea del Sur (país anfitrión), Japón, Tailandia, Camboya, Vanuatu, Vietnam, Nepal, China, Islas Salomón, Laos, Maldivas, Mongolia, Pakistán, Islas Marshall, India, Fiyi, Brunéi, Timor Oriental, Samoa, Papúa Nueva Guinea, Tuvalu, Sri Lanka, Singapur, Palaos, Bangladés, Indonesia, Nauru, Kiribati, Tonga, Malasia, Australia, Filipinas.
África:
Libia, Egipto, Seychelles, Costa de Marfil, Argelia, Angola, Túnez, Ghana, Nigeria, Mauritania, Tanzania, Malí, Senegal, Burkina Faso, Gabón, Kenia, República Democrática del Congo, Sudán, República Centroafricana, Guinea Ecuatorial, Gambia, Uganda, Guinea, Eritrea, Ruanda, Comores. 
Medio Oriente:
Arabia Saudita, Yemen, Omán, Emiratos Árabes, Catar, Israel. 
Organizaciones Internacionales:
OCDE, Panel Intergubernamental del Cambio Climático, Socios para el manejo ambiental en los mares del este de Asia (PEMSEA), Convención de la diversidad biológica, ONU, Comisión Oceanográfica Intergubernamental, FAO, GEF (Facilidad Ambiental Global), Programa Mundial de Alimentos, Organización Marítima Internacional.

## Mascota y Símbolo
Mascota
Hay dos mascotas en la Expo de Yeosu que se llaman Yeony y Suny. Yeony y Suní son plancton, de lo que se alimentan la vida marina principalmente. Sus colores son representativos del agua (Yeony) y de la vida (Suny).
Símbolo
Rojo: Representa los seres vivos que habitan en la tierra y los mares.
Verde: Representa el hogar de todos los seres - el medio ambiente
Azul: Representa aguas claras y limpias
La ola blanca simboliza las olas del mar y las aguas del mar.
El marco entero expresa la armonía entre la Madre Tierra, los seres humanos y el mar